# Caroline Smith (Szenenbildnerin)
Caroline Smith ist eine Szenenbildnerin, Requisiteurin und Artdirectorin.

## Leben
Smith begann ihre Karriere im Filmstab in den 1980er Jahren beim britischen Fernsehen. Bis Ende der 1990er Jahre blieb das Fernsehen ihre Hauptbetätigungsfeld; unter anderem war sie an Agatha Christie’s Poirot tätig. Daneben wirkte sie auch an Spielfilmproduktionen wie Verborgenes Feuer mit. Ab Beginn der 2000er Jahre arbeitete sie an einer Reihe großer Filmproduktionen wie dem Episodenfilm Tatsächlich… Liebe und Woody Allens Match Point.
Für Terry Gilliams Fantasyfilm Das Kabinett des Doktor Parnassus war sie gemeinsam mit David Warren und Anastasia Masaro 2010 für den Oscar in der Kategorie Bestes Szenenbild sowie den BAFTA Film Award in der Kategorie Bestes Szenenbild nominiert.

## Filmografie (Auswahl)
- 1997: Verborgenes Feuer (Firelight)
- 2003: Tatsächlich… Liebe (Love Actually)
- 2004: Stage Beauty
- 2005: Match Point
- 2006: Tagebuch eines Skandals (Notes on a Scandal)
- 2007: Drachenläufer (The Kite Runner)
- 2007: Across the Universe
- 2008: Wiedersehen mit Brideshead (Brideshead Revisited)
- 2009: Das Kabinett des Doktor Parnassus (The Imaginarium of Doctor Parnassus)
- 2010: Shanghai
- 2011: The Devil’s Double
- 2011: Johnny English – Jetzt erst recht! (Johnny English Reborn)
- 2012: Große Erwartungen (Great Expectations)
- 2016: Florence Foster Jenkins
- 2017: Mord im Orient Express (Murder on the Orient Express)
- 2018: Christopher Robin

## Auszeichnungen (Auswahl)
- 2010: Oscar-Nominierung in der Kategorie Bestes Szenenbild für Das Kabinett des Doktor Parnassus
- 2010: BAFTA-Film-Award-Nominierung in der Kategorie Bestes Szenenbild für Das Kabinett des Doktor Parnassus